# Viera Sparza
Viera Sparza, firma habitual de María Dolores Esparza Pérez de Petinto, aunque también utilizó el alias de Viera Landa (Zaragoza, 1908-Madrid, 1987), fue una ilustradora, escritora y humorista gráfica española.

## Trayectoria vital y profesional
Hija de Asunción Pérez de Petinto Landa y del militar Luis Esparza del Campo. Tuvo tres hermanos. Por el cambio de destino de su padre, la familia se estableció en Madrid. Su hermana estudió en la Escuela Profesional y del Hogar de la Mujer por lo que se deduce que ella también lo hiciera. Tuvo una gran amistad con el pintor Hipólito Hidalgo de Caviedes al que en una entrevista en 1963 reconoció que había sido su pintor y dibujante preferido.

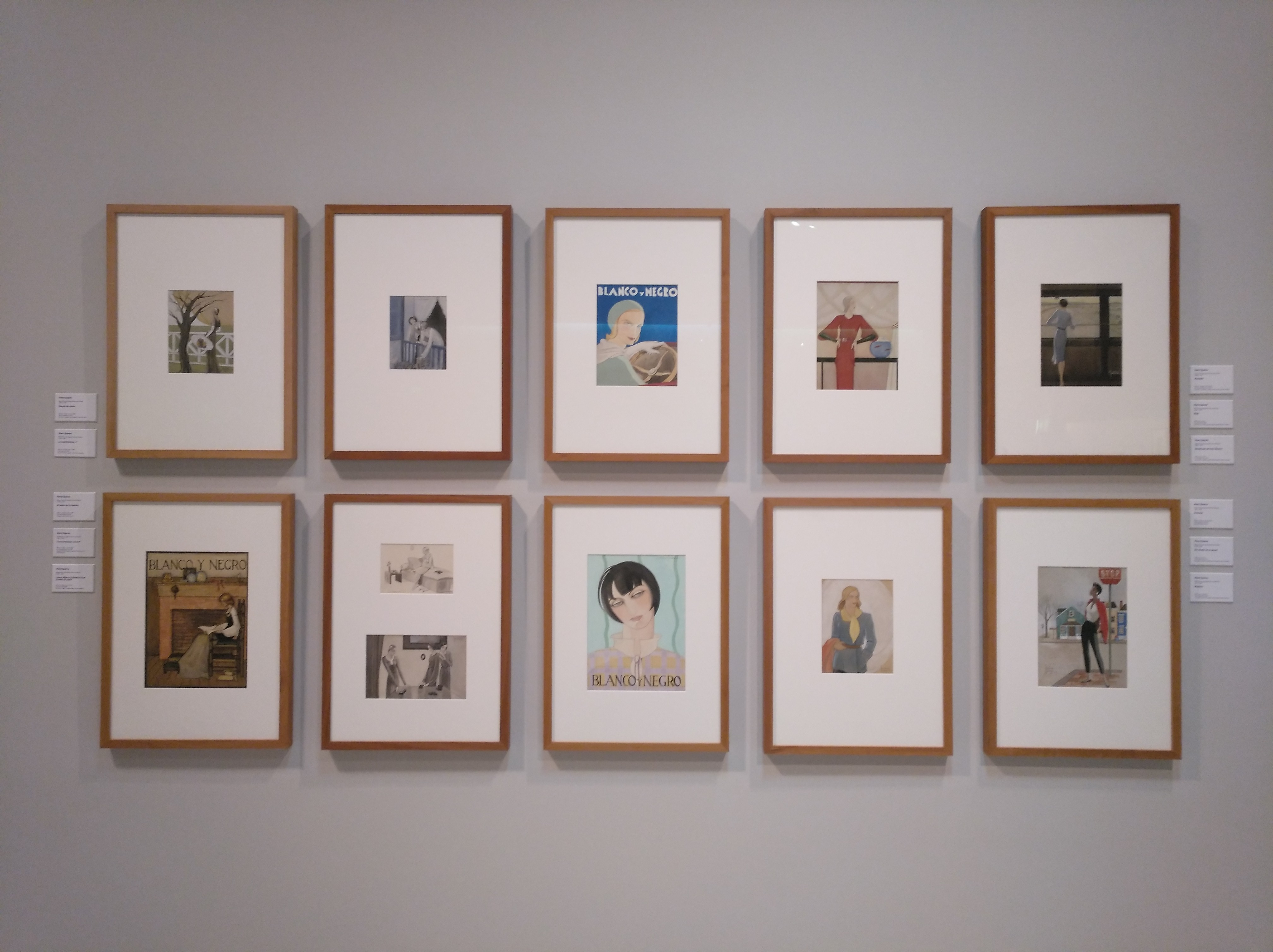

En 1923 publicó su primera portada en la revista Blanco y Negro con un dibujo titulado "Al amor de la lumbre" de tendencia tardo simbolista firmado con su nombre real Dolores Esparza. A partir de 1926 comenzó a ilustrar libros de la editorial La novela mundial; realizó figurines de moda para la revista Elegancias; colaboró en la revista La Esfera e ingresó en la Unión de Dibujantes Españolas, participando en 1928 en el Salón de los humoristas. Su primer trabajo en la revista Estampa fue en 1928 con la ilustración de un texto de Magda Donato.
Con el nombre de Viera Landa ilustró las novelas de Eduardo Zamacois, Los ojos fríos  y Se ignora cuál de los dos, de Rafael López de Haro.
En 1929 apareció en una página que el semanario dedicó a sus colaboradoras junto a Magda Donato, Alma Tapia, Clara Campoamor, Sara Insua, Gloria Zamacois, Concha Peña, Concha Espina, Matilde Muñoz, Irene Falcón y María de Lluria.
En 1929 comenzó a trabajar para el periódico El Imparcial ilustrando una sección titulada Algarabía semanal. Un año después viajó a París y desde allí envió sus trabajos con la que ya sería su firma definitiva: Viera Esparza.
Entre 1930 y 1936 su trabajo abarcó innumerables campos: ilustraciones para novelas, cuentos, artículos, cuentos infantiles; figurines de moda y de disfraces y portadas de ocho números de Blanco y negro y colaboraciones en otras revistas como Raza, MZA y Crónica, además de redactar relatos y cuentos. En 1931 fue elegida vocal femenina de la Unión de Dibujantes Españoles. Expuso en el primer salón de dibujantes que organizó la Asociación y participó en el XI Salón de Otoño.
Ese mismo año participó en el Salón de dibujantas organizado por el Lyceum Club Femenino, compartiendo espacio con Alma Tapia, Pitti Bartolozzi y Rosario de Velasco entre otras. Compartió espacios y amistad con Victorina Durán, Matilde Ras y Elena Fortún.
Tras la guerra civil colaboró puntualmente con la revista falangista Y  y no volvió a publicar hasta 1946 con ilustraciones esporádicas en Blanco y Negro que perduraron hasta 1962.
Elena Fortún la eligió para ilustrar los cuentos de Mila y Piolín que iba publicando por entregas en la revista Semana. También ilustró los libros de Fortún Los cuentos que Celia cuenta a las niñas y Los cuentos que Celia cuenta a los niños publicados por Aguilar en 1951 y 1952.
En 1955 contrajo matrimonio con el capitán de corbeta Luis Roji Chacón. Con él se trasladó durante unos meses a Virginia y allí realizó varios dibujos que se publicaron en el diario ABC.

## Obra
Desde su primer trabajo publicado Al amor de la lumbre de tendencia tardo simbolista hasta sus últimos trabajos, Sparza desarrolló un estilo propio: creó una mujer libre de rasgos fuertes y angulosos, un tanto masculinizada, con una gran esquematización de formas y contornos, a veces de aspecto dulce, otras alegre y socarrona, pero de tono generalmente enigmático y melancólico. Tras la Guerra Civil suavizó las formas geométricas de sus ilustraciones pero básicamente continuó con su estilo propio.

## Exposiciones
- 1928 Salón de los humoristas.[2]
- 1931  1º Salón de Dibujantas en el Lyceum Club Femenino.[14]
- 1997 La Eva moderna en Fundación Mapfre[15]
- 2012 Gente Menuda, un suplemento con muchas historias en el Museo ABC[16]
- 2019 Dibujantas, pioneras de la Ilustración en el Museo ABC.[17]